# Tapinocyba ligurica
Tapinocyba ligurica är en spindelart som beskrevs av Thaler 1976. Tapinocyba ligurica ingår i släktet Tapinocyba och familjen täckvävarspindlar. Inga underarter finns listade i Catalogue of Life.